# Blackburnium aratum
Blackburnium aratum is een keversoort uit de familie cognackevers (Bolboceratidae). De wetenschappelijke naam van de soort werd in 1904 gepubliceerd door Thomas Blackburn.